# جورج لیوینگستون

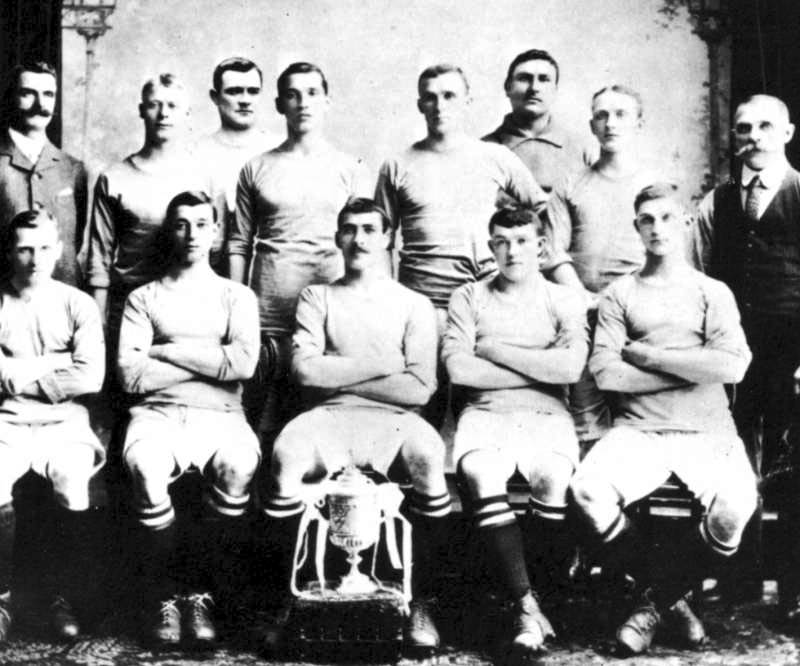
جورج لیوینگستون

جورج لیوینگستون (انگلیسی: George Livingstone; ۵ مهٔ ۱۸۷۶ – ۱۵ ژانویهٔ ۱۹۵۰) بازیکن فوتبال اهل بریتانیا بود.
از باشگاه‌هایی که او در آن بازی کرده‌، می‌توان به باشگاه فوتبال منچستر سیتی، باشگاه فوتبال لیورپول، باشگاه فوتبال ساندرلند، باشگاه فوتبال منچستر یونایتد، باشگاه فوتبال سلتیک، باشگاه فوتبال هارت آف میدلوتیان، باشگاه فوتبال رنجرز، باشگاه فوتبال دومبارتون و تیم ملی فوتبال اسکاتلند اشاره کرد.